# Марсія Фадж
Марсія Луїза Фадж (англ. Marcia Louise Fudge; нар. 29 жовтня 1952) — американська політична діячка-демократка, член Палати представників від 11-го виборчого округу Огайо (з 2008 до 2021), міністр житлового будівництва і міського розвитку США з 10 березня 2021.

## Життєпис
Отримала ступінь бакалавра ділового адміністрування в Університеті штату Огайо (1975), закінчила Юридичний коледж Клівлендського державного університету (1983).
Фадж була мером міста Ворренсвілл-Гайтс з січня 2000 року до листопада 2008 року.
Працювала помічницею конгресвумен Стефані Таббс Джонс. Вона також працювала в опікунській раді Клівлендської публічної бібліотеки.
Очолювала Чорний кокус Конгресу.